# بیوک وای-جاب
بیوک وای-جاب (انگلیسی: Buick Y-Job) نخستین خودروی مفهومی شرکت بیوک بود که در سال ۱۹۳۸ میلادس عرضه شد. این خودروی اسپرت از نوع خودروی کروکی کوپه بود.